# 東建ジオテック
株式会社東建ジオテック（とうけんジオテック）は、埼玉県さいたま市浦和区に本社を置く企業である。東建ジオテックのキャラクターとして地球の形をした「ジオテッくん」がある。

## 概要
1957年（昭和32年）11月、東建産業株式会社の名称で創業、翌年から開始した地質調査業務が後に本業となり、建設コンサルタント事業者として測量、地盤調査などを行っている。防災工事部門、試験計測部門、コンサルタント部門、環境部門、地震防災部門、研究開発部門、地質土質調査部門に分かれている。
2014年3月には東京中小企業投資育成より3600万円の投資を受けた。

## 事業所
本社
〒330-0062 さいたま市浦和区仲町3-13-10
技術開発センター
〒335-0013 戸田市喜沢2-19-1
環境エンジニアリング事業部
〒335-0013 戸田市喜沢2-19-1
本店
〒330-0062 さいたま市浦和区仲町3-13-10
東京支店
〒110-0016 東京都台東区台東3-6-13
千葉支店
〒270-0034 千葉市松戸市新松戸4-28-2
横浜支店
〒220-0023 横浜市西区平沼1-14-20
東北支店
〒981-0905 仙台市青葉区小松島1-7-20
名古屋支店
〒457-0051 名古屋市南区笠寺町字迫間9-2
大阪支店
〒593-8321 堺市西区宮下町12-19
広島支店
〒731-5128 広島市佐伯区五日市中央3-10-7
山口支店
〒753-0221 山口市大内矢田北6-2-39
松山支店
〒790-0038 松山市和泉北2-12-21
九州支店
〒810-0004 福岡市中央区渡辺通5-16-13
茨城営業所
〒310-0804 水戸市白梅2-10-33
川口事務所
〒333-0848 川口市芝下2-22-19
長野営業所
〒386-0002 上田市住吉104-1
静岡営業所
〒424-0886 静岡市清水区草薙284-5
三重事務所
〒514-0007 津市大谷町228
滋賀事務所
〒520-0043 大津市中央1-5-12
長崎事務所
〒851-2128 西彼杵郡長与町嬉里郷1159
熊本事務所
〒861-1103 合志市野々島5677-52

## 加盟団体
- 社団法人全国地質調査業協会連合会[5]
- 社団法人建設コンサルタンツ協会[6]
- 社団法人斜面防災対策技術協会[7]
- アース・スキャニング研究会[8]

## 加盟学会
- 社団法人地盤工学会[9]
- 社団法人日本応用地質学会[10]
- 社団法人日本地すべり学会[11]

## 事件・事故
- 1999年1月、愛媛県の三崎トンネル工事現場で東建ジオテックの作業員が誤ってNTTの電話ケーブルを切断、一帯で通話が不能となった[12]。
- 2002年の東建ジオテック事件は、「係長」「課長」「次長」などの肩書を有していても、経営意思決定に関与している、労働時間が自己の裁量に委ねられている、といった要件を満たしていない場合は、労働基準法にいう管理監督者にはあたらず、時間外労働に対する割増賃金の支払い義務があるという判断を示した判決例として、しばしば引用される。
東建ジオテックは係長以上が7割という人員構成の中、係長以上は管理職であるとして時間外手当を支払っていなかったが、2002年3月に東京地裁が手当不払分の支払いを命じる判決を出した[13]。判決は、管理監督者かどうかの判断においては静岡銀行事件（1978年）の枠組みを踏襲したもので目新しいものではないが、同社の所定労働時間は7時間と法定時間以下であり、こうした場合の割増賃金請求に対する判断を示した点に特徴がある[14]。また、労働省通達「労働基準法関係解釈例規」（昭63・3・14基発150号）においては管理監督者の要件から勤務管理の有無は削除されているが、判決は原告らが支店長の目視により勤務管理を受けていたことを指摘して、管理監督者に該当しない、とした点も特徴である[15]。会社側は非管理職の職務手当が18900円であるところ、係長には63500円を支給しており、判決はこれが時間外勤務に対する割増賃金を一定額反映させる意図があったことは一応推認できるとした。しかし時間外割増賃金相当部分と職責に対する手当部分が区別されていないとして、職務手当は全額が基礎賃金と判断している[16]。
会社側は判決を不服として東京高裁に控訴したが[17]、2004年3月に和解が成立した[18]。